# Zofia Bernat-Śliska
Zofia Bernat-Śliska (ur. 14 lipca 1922) – polska „Sprawiedliwa wśród Narodów Świata”. 

## Życiorys
W trakcie II wojny światowej Zofia Bernat (później Bernat-Śliska) przebywała na terenie okupowanej Czechosłowacji, gdzie wyjechała w 1941 r. Pracowała u miejscowego Niemca w wiosce Laubendork, niedaleko Svitavy (gdzie urodził się m.in. Oskar Schindler, inny Sprawiedliwy wśród Narodów Świata, niemiecki przedsiębiorca, który podczas drugiej wojny światowej uratował ok. 1200 Żydów pracujących w jego fabryce). Pod koniec 1942 r. namówiła swojego niemieckiego pracodawcę, aby ściągnął do pracy jej przyjaciółkę z czasów szkolnych, Zofię Bloch. Jej rodzina została bowiem wywieziona przez Niemców do obozu zagłady i zamordowana. Zofii Bloch udało się uzyskać fałszywe papiery na nazwisko Badyl i wyjechać do Zofii Bernat. Ta zaś pomagała Żydówce jak tylko mogła: dzieliła się z nią wszystkim, ubraniami, miejscem do spania, jedzeniem. Po zakończeniu wojny Zofia Bernat wyemigrowała do Stanów Zjednoczonych. Z czasem założyła rodzinę.
27 lipca 1994 r. Instytut Jad Waszem uhonorował Zofię Bernat-Śliską medalem „Sprawiedliwy wśród Narodów Świata”.